# Scena polityczna
Scenę polityczną (przestrzeń polityczną) współczesnych państw europejskich tworzą przede wszystkim partie polityczne. Partii politycznych jest bardzo wiele i można je grupować na wiele sposobów. Wszystkie sposoby grupowania partii są kontrowersyjne, gdyż nieuniknione jest, że jakieś partie uważające się za skrajnie odmienne znajdą się w tej samej grupie.

## Tradycyjny podział
Tradycyjnym podziałem jest podział na lewicę i prawicę. Określenia te wywodzą się z czasów Rewolucji Francuskiej – lewicę stanowili politycy chcący wprowadzić nowy porządek społeczny i ekonomiczny, prawicę zaś ci, którzy byli przeciwni radykalnym zmianom. Nazwy te są do dziś używane do określania partii politycznych. Kryteria te korelują ze sobą w niewielkim stopniu i wiele kwestii, które znacznie bardziej wyraźnie dzielą partie (np. stosunek do integracji europejskiej, globalizacji), w ogóle nie mieści się w tym podziale. Współcześnie operuje się też takimi pojęciami jak skrajna prawica, prawica, centroprawica, centrum, centrolewica, lewica oraz skrajna lewica, jednak coraz częściej ten sposób klasyfikacji okazuje się niewystarczający.
Innym tradycyjnym kryterium podziału jest podział partii na konserwatywne oraz liberalne, alternatywnie zwane progresywnymi. Kryterium podziału jest wówczas idea praw jednostki i roli państwa w życiu społecznym i gospodarce.
W Europie partie zwykle dzieli się na obozy zależnie od wyznawanej przez nie ideologii. Podział ten wywodzi się jeszcze z XIX wieku, kiedy między partiami występowały bardzo duże różnice. Współcześnie różnice te objawiają się w większym stopniu w nazwie i w stosowanej retoryce niż w programie. Można zatem mówić o podziale partii według kryterium programowo-ideologicznego. W tym wypadku wobec partii przeważnie używa się następujących określeń:
- monarchistyczne – wywodzące się z ideologii konserwatywnej, wyznają pogląd, że najlepszym ustrojem politycznym jest monarchia, głoszą antysocjalizm i tradycjonalizm;
- konserwatywne – opierają swą ideologię na tradycyjnym ładzie i wartościach utrwalonych w społeczeństwie (np. Partia Konserwatywna w Wielkiej Brytanii);
- konserwatywno-liberalne – zachowujące konserwatywny światopogląd, lecz głoszące liberalizm w kwestiach gospodarczych;
- liberalne – akcentują wolność jednostki, potrzebę ograniczenia władzy państwowej i jej ingerencji w życie społeczno-gospodarcze (np. Partia Liberalno-Demokratyczna w Japonii);
- libertariańskie – głoszące hasła minarchizmu lub anarchokapitalizmu;
- liberalno-demokratyczne – akcentujące wartości związane z funkcjonowaniem w państwie liberalnego systemu politycznego, demokracji, wolności słowa;
- socjalliberalne – np. holenderska partia Demokraci 66;
- chrześcijańsko-demokratyczne – odwołujące się do ideologii chadeckiej, czyli np. do zasady pomocniczości, czy też korporacjonizmu. Poza tym akcentują przywiązanie do tradycyjnych wartości chrześcijańskich, np. niemieckie CDU/CSU, czy też przedwojenna polska Chjena;
- chłopskie – zwane też agrarnymi, skupiają elektorat chłopski i reprezentują jego interesy w konflikcie miasto-wieś, walcząc o ubezpieczenia w rolnictwie, zrównanie praw wsi i miasta, poprawę infrastruktury wiejskiej. Często odwołują się do doktryny agraryzmu. Partie te na ogół charakteryzują się licznym elektoratem, a ich powstanie jest często reakcją na industrializację. Ponadto odwołują się do wartości konserwatywnych, co na scenie politycznej sytuuje je blisko ugrupowań chadeckich;
- chrześcijańsko-narodowe – to partie, które swoją ideologię opierają na autorytetach kościołów i związków wyznaniowych związanych z chrześcijaństwem, przedstawiają się jako odpowiedź na głoszone ideologie socjalistyczne i liberalne; powołują się na uniwersalne wartości pochodzące z religii chrześcijańskiej, utożsamiane są z ideologią konserwatywną, akcentują swój tradycjonalizm;
- narodowe – w Polsce głoszące idee narodowo-demokratyczne
- nacjonalistyczne – będące często wyrazem dążeń danej społeczności do uzyskania niezależności jak np. Nacjonalistyczna Partia Basków w Hiszpanii, lecz również np. francuski Front Narodowy;
- protestu – wywodzące się z ruchu związkowego, często oskarżane o populizm, używające haseł negujących pozycję elit politycznych;
- faszystowskie – powstawały w opozycji do systemu demokratycznego; ich doktryna opiera się na absolutyzmie państwowym, elitaryzmu oraz idei wodzostwa; partie te głoszą kult czynu i silnego człowieka, który zdolny jest do realizacji tego czynu; przykładem może być Narodowa Partia Faszystowska Mussoliniego we Włoszech;
- robotnicze – są odpowiedzią na pojawianie się mechanizmów wyzysku związanych z rewolucją burżuazyjną. Przekształciły się w większości w partie socjaldemokratyczne, np. brytyjscy laburzyści, wywodzący się od trust, czyli pierwszych związków zawodowych utworzyli Partię Pracy. Dawniej skupiały głównie masy robotnicze, których głównymi żądaniami była poprawa życia i warunków pracy robotników oraz walka o wprowadzenie zaplecza socjalnego, ubezpieczeń społecznych, bezpłatnej służby zdrowia. Do partii robotniczych zaliczała się np. przedwojenna PPS;
- socjaldemokratyczne – np. Socjaldemokracja Polska oraz Sojusz Lewicy Demokratycznej;
- zielonych – wspierające oddolną demokrację partycypacyjną, prawa człowieka, zrównoważony rozwój, równe szanse kobiet i mężczyzn, prawa mniejszości; wskazują na globalne zagrożenia związane z militaryzmem, wyzyskiem ekonomicznym, zanieczyszczeniami środowiska;
- feministyczne – głoszące w programach równouprawnienie płci, potrzebę edukacji seksualnej, rozszerzenia prawa do aborcji, często także antyklerykalizm i pacyfizm;
- socjalistyczne – PPS;
- komunistyczne – powstały wskutek podziałów w ruchu robotniczym w opozycji do partii socjaldemokratycznych; według polskiej konstytucji legalne, o ile nie odnoszą się do totalitaryzmu; walczą o emancypację klasy robotniczej i w konsekwencji o osiągnięcie większej sprawiedliwości społecznej przez zniesienie klasowości społeczeństwa. Należy przy tym odróżnić partie rządzące w krajach socjalistycznych takie jak dawne PZPR czy KPZR, od partii komunistycznych w zachodniej Europie, które nie mają w swoich programach elementów totalitaryzmu, np. francuska FPK, która zdystansowała się od Moskwy, po wydarzeniach 1968 roku. Nurt odrzucający leninizm, a pragnący pozostać jedynie na gruncie marksizmu nazwano w Europie eurokomunizmem;
- islamistyczne – walczą o wprowadzenie prawa szariatu, np. Hizb at-Tahrir, Talibowie w Afganistanie; bardziej umiarkowaną partią tego typu jest Partia Sprawiedliwości i Rozwoju w Turcji.

Osobny rodzaj partii stanowią partie regionalne, powstałe w związku ze scentralizowaniem władzy, a także procesami odnajdowania tożsamości i odrębności pewnych regionów. Reprezentują one społeczności lokalne, które walczą o rozwój infrastruktury swojego regionu, specjalne przywileje dla niego, czy dodatkowe subsydia. Ponadto posiadają programy ogólnokrajowe zbliżone do innych partii i odwołujące się do głównych ideologii. Ugrupowania regionalne są mocno rozwinięte zwłaszcza w Hiszpanii, np. Koalicja Kanaryjska (liberalna), czy Rada Aragońska (socjaldemokratyczna).
Warto też dodać, że w historii występowały ugrupowania, których identyfikacja z danym nurtem ideologicznym nie może być jednoznaczna. Do takich zaliczają się np.:
- tzw. partie gaullistowskie,
- Bezpartyjny Blok Współpracy z Rządem.

## Alternatywne sposoby podziału

### Ugrupowania populistyczne i merytoryczne
Coraz częściej występuje natomiast podział na ugrupowania populistyczne i ugrupowania merytoryczne. Pierwsze charakteryzują się głoszeniem popularnych haseł, którymi chcą skusić do siebie wyborców, jednak zwykle bez głębokiej i całościowej analizy sytuacji społeczno-gospodarczej i przygotowania kadr. Drugie cenią pragmatyzm i kompleksowe rozwiązania proponując całościowe podejście do zagadnień związanych z rządzeniem.
Znamienne dla współczesnych systemów wielopartyjnych jest, że podział ten w znacznej mierze jest podziałem subiektywnym, względnym, uzależnionym od światopoglądu, orientacji politycznej, statusu społeczno-materialnego i korzeni społecznych osoby go dokonującej. Populizm w programach partii politycznych zwykle przybiera charakter fokusowy – skierowany do konkretnego elektoratu. Partie cieszące się szerokim poparciem społecznym z reguły w swych programach umieszczają postulaty oraz tezy noszące znamiona populizmu – nośne hasła trafiające w oczekiwania danej grupy wyborców.
Mimo w znacznej mierze subiektywnego charakteru, to właśnie podział na partie merytorycznie przygotowane i populistów staje się często ważniejszym kluczem wyborczym, niż klasyczny podział na lewicę i prawicę.

### Podział ze względu na charakter programu
- partie patronażu – mają na celu zdobycie władzy dla przywódcy i obsadzenie stanowisk państwowych przez elity partyjne;
- partie interesu – dążą do realizacji interesów pewnych grup społecznych, np. partie chłopskie czy robotnicze;
- partie światopoglądowe – dążą do realizacji programu opartego na określonym światopoglądzie (religijnym, filozoficznym lub ideologicznym), np. partie chadeckie, islamskie, komunistyczne, feministyczne, konserwatywne itd.

### Podział specyficzny dla danego kraju
W każdym kraju można dokonać także specyficznego podziału związanego z jego historią. Przykładowo w Polsce istnieje podział na partie postkomunistyczne (SLD) i solidarnościowe (PO i PiS).

### Podział dwuosiowy
W związku z sytuacją opisaną powyżej popularność zyskuje tzw. podział dwuosiowy, który zdaniem zwolenników obejmuje o wiele więcej zagadnień niż dotychczasowe metody klasyfikacji. W tym wypadku jedna z osi oznacza poglądy gospodarcze (socjalizm – liberalizm gospodarczy), druga natomiast światopogląd (konserwatyzm – liberalizm społeczny).

## Kontrowersje
W praktyce okazuje się jednak, że jednoznaczna klasyfikacja partii jest niezwykle trudna i często pozostaje niejednoznaczna. Dzieje się tak, gdyż oprócz kwestii gospodarczych i światopoglądowych partie powinny uwzględniać w swych programach także poglądy na nowe problemy i zagadnienia ściśle związane z danym krajem i jego sytuacją geopolityczną. Są to takie kwestie jak np. stosunek do imigrantów, stosunek do Unii Europejskiej, w tym do przyjęcia euro, w przypadku państw byłego Bloku Wschodniego jest to także podejście do lustracji i dekomunizacji, a np. w Hiszpanii dawniej osobny problem stanowi działalność ETA i baskijskie dążenia do niepodległości.